# Turdoides jardineii
El turdoide de Jardine (Turdoides jardineii) es una especie de ave paseriforme de la familia Leiothrichidae propia del África subsahariana.

## Descripción

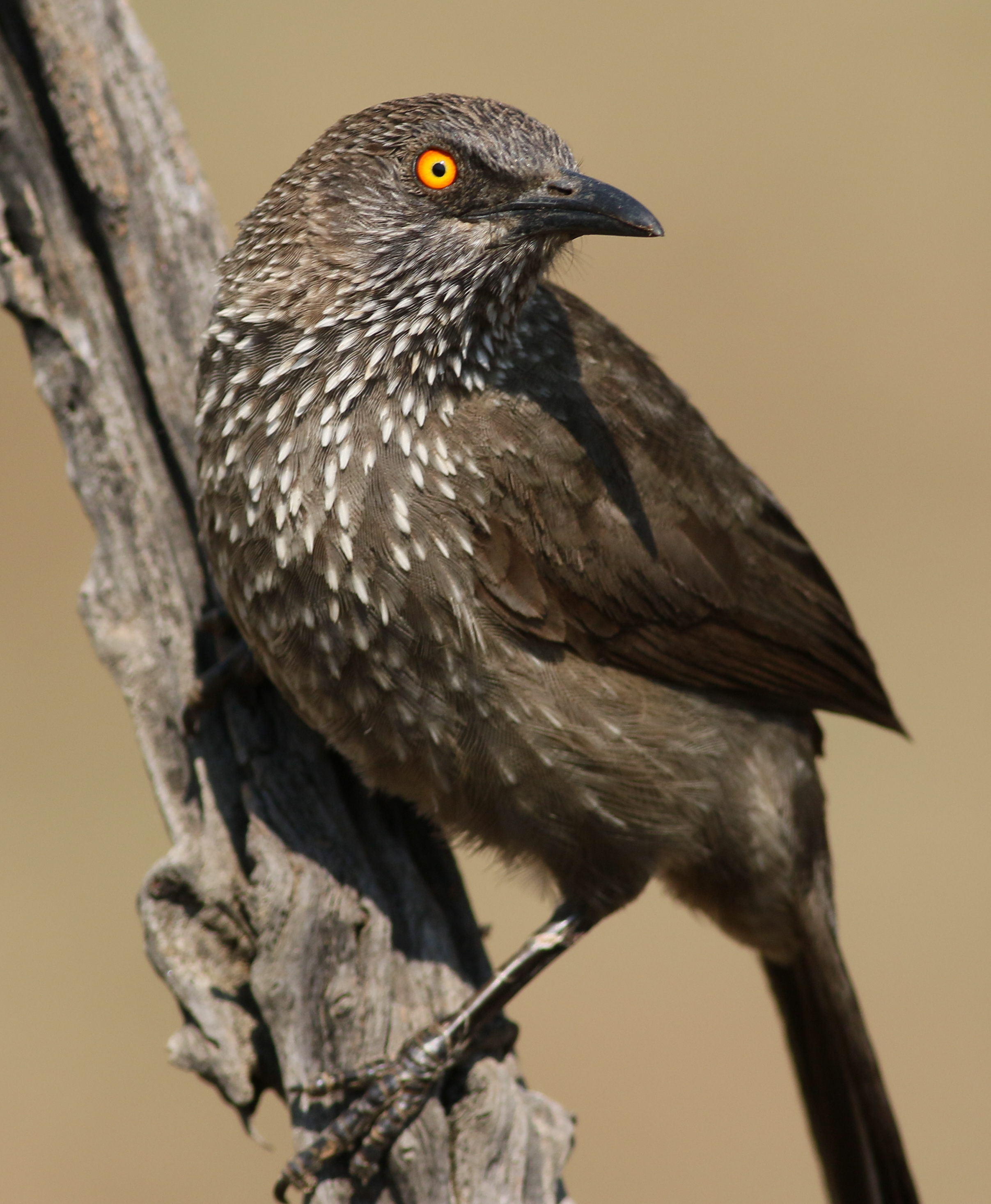
En el parque nacional Pilanesberg, Sudáfrica.

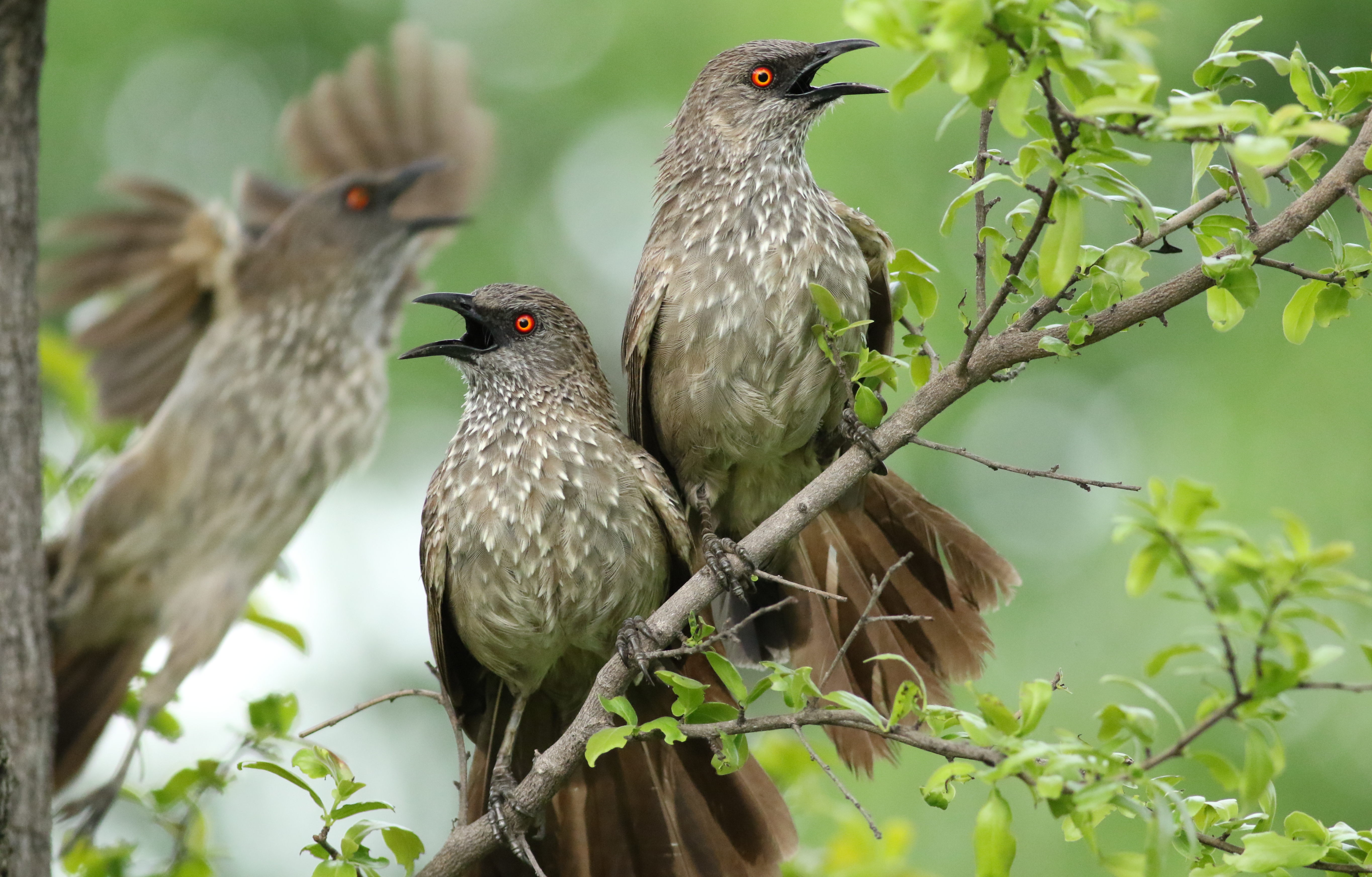
Pareja en Zimbabue.

El turdoide de Jardine mide entre 22 y 25 cm de largo y pesa entre 56 y 85 g. Su plumaje es principalmente de color pardo grisáceo, más oscuro en las partes superiores, y con un denso moteado blanco en la garganta, cuello y pecho, producto de que las plumas de la zona tienen la punta blanca. El iris de sus ojos tiene un aro exterior de color rojo intenso y un aro interior de color amarillo o naranja. Los machos y las hembras tienen una apariencia similar.

## Distribución y hábitat
Se encuentra en el África tropical del hemisferio sur, distribuido por Angola, Botsuana, Burundi, Gabón, Kenia, Malaui, Mozambique, Namibia, República del Congo, República Democrática del Congo, Ruanda, Sudáfrica, Suazilandia, Tanzania, Uganda, Zambia y Zimbabue. Sus hábitats naturales son los bosques tropicales secos, las sabanas  y las zonas de matorral.

## Comportamiento
El turdoide de Jardine vive en grupos sociales de entre 3 y 15 individuos (de seis como media) que defienden un gran territorio. El tamaño del territorio depende del número de integrantes del grupo. Se alimentan de insectos, arañas y a veces caracoles y lagartijas, además de frutos. Suelen buscar alimento cerca del suelo, a veces asociados con otros turdoides y bulbules.